# Kathleen Heddle
Kathleen Joan Heddle, OBC, kanadska veslačica, * 27. november 1965, Trail, Britanska Kolumbija, † 11. januar 2021, Vancouver, Kanada. 
Z dolgoletno soveslačico, Marnie McBean, sta postali prvi Kanadčanki, ki sta osvojili tri zlate olimpijske medalje.
Leta 1997 je Heddlova prejela Red Britanske Kolumbije in bila sprejeta v Kanadski športni hram slavnih. Mednarodna veslaška zveza ji je podelila tudi Medaljo Thomasa Kellerja za izjemno kariero na področju veslaštva.